# Abronia anzuetoi
Abronia anzuetoi (ансуетська абронія) — вид веретільницеподібних ящірок родини веретільницевих (Anguidae). Ендемік Гватемали. Вид названий на честь гватемальського натураліста Родеріко Ансуето.

## Поширення і екологія
Ансуетські абронії є ендеміками вулкана Агуа, розташованого в гватемальському департаменті Сакатепекес. Вони живуть у вологих гірських тропічних лісах і хмарних лісах, на висоті від 1219 до 2286 м над рівнем моря. Ведуть деревний спосіб життя, зустрічаються серед бромелій, мохів, папоротей та інших епіфітів, на висоті до 40 м над землею.

## Збереження
МСОП класифікує цей вид як вразливий. Abronia anzuetoi загрожує знищення природного середовища.